# 4863 Yasutani
4863 Yasutani è un asteroide della fascia principale. Scoperto nel 1987, presenta un'orbita caratterizzata da un semiasse maggiore pari a 2,8498440 UA e da un'eccentricità di 0,0176733, inclinata di 2,18987° rispetto all'eclittica.